# Клінтон Мата
Клінтон Мата (порт. Clinton Mata, нар. 7 листопада 1992, Верв'є) — бельгійський і ангольський футболіст, захисник клубу «Ліон». Грав за національну збірну Анголи.
Триразовий чемпіон Бельгії. Володар Суперкубка Бельгії.

## Клубна кар'єра
У дорослому футболі дебютував 2011 року виступами за команду клубу «Ейпен», в якій провів три сезони, взявши участь у 61 матчі чемпіонату. Більшість часу, проведеного у складі «Ейпена», був основним гравцем захисту команди.
Своєю грою за цю команду привернув увагу представників тренерського штабу клубу «Шарлеруа», до складу якого приєднався 2014 року. Відіграв за команду з Шарлеруа наступні три сезони своєї ігрової кар'єри.
2017 року приєднався на умовах оренди до «Генка», у складі якого провів наступний рік своєї кар'єри гравця. 
До складу клубу «Брюгге» приєднався 2018 року.

## Виступи за збірну
Народжений у Бельгії футболіст мав ангольське коріння і 2014 року отримав виклик до національної збірної цієї країни. Протягом трьох років за збірну Анголи відіграв у восьми матчах.

## Титули і досягнення
- Володар Суперкубка Бельгії (3):

«Брюгге»: 2018, 2021, 2022
- Чемпіон Бельгії (3):

«Брюгге»: 2019-20, 2020-21, 2021-22